# William Geoffray
Pour les articles homonymes, voir Geoffray.
William Geoffray, né le 4 février 1991 à Lyon, est un karatéka français.
Il remporte une médaille de bronze en kumite par équipes aux Championnats d'Europe de karaté 2014 ainsi qu'aux Championnats du monde de karaté 2014.